# إدوارد كراوتش
إدوارد كراوتش (بالإنجليزية: Edward Crouch)‏ هو قاضي ومحامي وسياسي أمريكي، ولد في 9 نوفمبر 1764، وتوفي في 2 فبراير 1827. حزبياً، نشط في الحزب الجمهوري. وقد انتخب عضو مجلس نواب بنسيلفانيا وانتخب عضو مجلس النواب الأمريكي.